# 4 × 400 meter stafett för damer vid inomhusvärldsmästerskapen i friidrott 2022
Damernas 4 × 400 meter stafett vid inomhusvärldsmästerskapen i friidrott 2022 hölls den 20 mars 2022 på Štark arena i Belgrad i Serbien. 44 tävlande från 10 nationer deltog. 6 stafettlag gick vidare från försöksheaten till finalen.
Jamaica vann guldet på tiden 3.28,40. Silvret togs av Nederländerna på 3.28,57 och bronset av Polen på tiden 3.28,59.

## Resultat

### Försöksheat
Kvalificeringsregler: Det första två stafettlagen i varje heat 0Q0 samt de 2 snabbaste tiderna 0q0 gick vidare till finalen.
Försöksheaten startade klockan 11:45.
| Placering | Heat | Bana | Land           | Idrottare                                                                          | Tid     | Noteringar |
| --------- | ---- | ---- | -------------- | ---------------------------------------------------------------------------------- | ------- | ---------- |
| 1         | 1    | 6    | USA            | Jessica Beard, Brittany Aveni, Natashia Jackson, Lynna Irby                        | 3.28,82 | 0Q0, 0SB0  |
| 2         | 1    | 5    | Nederländerna  | Lieke Klaver, Eveline Saalberg, Andrea Bouma, Lisanne de Witte                     | 3.29,36 | 0Q0, 0SB0  |
| 3         | 2    | 6    | Polen          | Iga Baumgart-Witan, Aleksandra Gaworska, Natalia Kaczmarek, Justyna Święty-Ersetic | 3.30,51 | 0Q0, 0SB0  |
| 4         | 1    | 3    | Belgien        | Hanne Claes, Naomi Van Den Broeck, Imke Vervaet, Camille Laus                      | 3.30,58 | 0q0, 0NR0  |
| 5         | 1    | 4    | Storbritannien | Hannah Williams, Ama Pipi, Yemi Mary John, Jessie Knight                           | 3.30,69 | 0q0, 0SB0  |
| 6         | 2    | 5    | Jamaica        | Roneisha McGregor, Janieve Russell, Tiffany James, Junelle Bromfield               | 3.30,91 | 0Q0, 0SB0  |
| 7         | 2    | 3    | Irland         | Sophie Becker, Roisin Harrison, Sharlene Mawdsley, Phil Healy                      | 3.30,97 | 0NR0       |
| 8         | 2    | 4    | Kanada         | Lauren Gale, Kyra Constantine, Natassha McDonald, Sage Watson                      | 3.31,45 | 0NR0       |
| 9         | 1    | 2    | Spanien        | Sara Gallego, Geena Stephens, Carmen Avilés, Laura Bueno                           | 3.34,92 | 0SB0       |
| 10        | 2    | 2    | Slovenien      | Agata Zupin, Jerneja Smonkar, Veronika Sadek, Anita Horvat                         | 3.37,08 | 0NR0       |

### Final
Finalen startade klockan 19:55.
| Placering | Bana | Land           | Idrotare                                                                       | Tid     | Noteringar |
| --------- | ---- | -------------- | ------------------------------------------------------------------------------ | ------- | ---------- |
| 1         | 3    | Jamaica        | Junelle Bromfield, Janieve Russell, Roneisha McGregor, Stephenie Ann McPherson | 3.28,40 | 0SB0       |
| 2         | 4    | Nederländerna  | Lieke Klaver, Eveline Saalberg, Lisanne de Witte, Femke Bol                    | 3.28,57 | 0SB0       |
| 3         | 5    | Polen          | Natalia Kaczmarek, Iga Baumgart-Witan, Kinga Gacka, Justyna Święty-Ersetic     | 3.28,59 | 0SB0       |
| 4         | 6    | USA            | Na'Asha Robinson, Jessica Beard, Brittany Aveni, Lynna Irby                    | 3.28,63 | 0SB0       |
| 5         | 1    | Storbritannien | Hannah Williams, Ama Pipi, Yemi Mary John, Jessie Knight                       | 3.29,82 | 0SB0       |
| 6         | 2    | Belgien        | Hanne Claes, Naomi Van Den Broeck, Imke Vervaet, Camille Laus                  | 3.33,61 |            |